# Delirium (альбом Элли Голдинг)
Delirium (с лат. Безумие) — третий студийный альбом английской певицы и автора песен Элли Голдинг, который вышел 6 ноября 2015 года на лейбле Polydor Records. Альбом произвел впечатление на музыкальных критиков, однако они имели двойственное отношение к оригинальности альбома. Он дебютировал под номером № 3 в британском чарте UK Albums Chart и американском чарте Billboard 200, тем самым став её лучшим результатом в данном хит-параде. «On My Mind» стал первым синглом с альбома и был реализован 17 сентября 2015 года.

## Об альбоме
Голдинг заявила, что новый альбом будет более «попсовым», нежели её остальные пластинки. В интервью она сказала: «Я считаю этот альбом экспериментом, чтобы записать его, я приняла осознанное решение, я хотела, чтобы он был на новом уровне моего творчества.»

## Синглы
Первым синглом с пластинки стала песня «On My Mind», она была выпущена 17 сентября 2015 года. Песня получила множество положительных отзывов, а также имела коммерческий успех в чартах, достигнув топ-10 в Австралии, Канаде, Новой Зеландии и Великобритании, а также достигла 13 позиции в Billboard Hot 100. Песня «Army» была выпущена в качестве 2 официального сингла с альбома 9 января 2016 года. Трек «Something in the Way You Move», был выпущен в качестве третьего сингла с альбома 19 января 2016 года. Песня «Lost and Found» была выпущена в качестве промосингла 9 октября 2015 соответственно и была доступны для скачивания вместе с предзаказом альбома.
Стандартное издание включало в себя хит «Love Me Like You Do», ставший одним из саундтреков к фильму «50 оттенков серого»

## Отзывы критиков
Альбом получил в основном положительные отзывы критиков. На сервисе Metacritic альбом получил 70 из 100 баллов на основе 15 рецензий, где 10 из них — положительны.
Джон Доллан из Rolling Stone заявил, что «Голдинг делает полномасштабную танцевальную поп-музыку», сравнивая певицу с её подругой по цеху Тейлор Свифт и её альбомом 1989.
Другие отзывы более смешанные: Pitchfork обвинил Голдинг в посредственности, добавив, что такая музыка больше подходит Меган Трейнор, чем Голдинг, но похвалил за способность по-прежнему делать хорошую танцевальную музыку.
The Verge критиковал альбом, заявив, что Голдинг «теряется в этих безжалостно броских песнях. Все они могли бы быть хитами, но только некоторые похожи на ранние хиты Элли Голдинг, по которым мы её узнаем».

## Список композиций
| №                   | Название                        | Автор(ы)                                                                | Продюсер(ы)                                       | Длительность |
| ------------------- | ------------------------------- | ----------------------------------------------------------------------- | ------------------------------------------------- | ------------ |
| 1.                  | «Intro (Delirium)»              | Ellie Goulding Joe Kearns Chris Ketley                                  | Kearns Ketley                                     | 1:54         |
| 2.                  | «Aftertaste»                    | Goulding Greg Kurstin                                                   | Kurstin                                           | 3:46         |
| 3.                  | «Something in the Way You Move» | Goulding Kurstin                                                        | Kurstin                                           | 3:47         |
| 4.                  | «Keep On Dancin'»               | Goulding Ryan Tedder Nicole Morier Noel Zancanella                      | Tedder Zancanella Anders Kjær [a] Synthomania [a] | 3:46         |
| 5.                  | «On My Mind»                    | Goulding Max Martin Savan Kotecha Ilya Salmanzadeh                      | Martin Continuous Ilya                            | 3:33         |
| 6.                  | «Around U»                      | Goulding Fred Gibson Tristan Landymore Joe Janiak                       | Kurstin Fred [a] Kearns [b]                       | 3:17         |
| 7.                  | «Codes»                         | Goulding Martin Kotecha Salmanzadeh                                     | Ilya Continuous                                   | 3:16         |
| 8.                  | «Holding On for Life»           | Kurstin Goulding Maureen "Mozella" McDonald                             | Kurstin                                           | 4:15         |
| 9.                  | «Love Me like You Do»           | Max Martin Kotecha Salmanzadeh Ali Payami Tove Nilsson                  | Martin Payami                                     | 4:12         |
| 10.                 | «Don't Need Nobody»             | Goulding Kotecha Peter Svensson Ludvig Söderberg Jakob Jerlström Martin | Svensson The Struts                               | 3:33         |
| 11.                 | «Don't Panic»                   | Goulding Kurstin McDonald                                               | Kurstin                                           | 3:16         |
| 12.                 | «We Can't Move to This»         | Goulding Fred Gibson Alex Gibson Kurstin McDonald                       | F. Gibson Kurstin [a] [b]                         | 3:28         |
| 13.                 | «Army»                          | Goulding Martin Kotecha Payami                                          | Martin Continuous Payami                          | 3:57         |
| 14.                 | «Lost and Found»                | Goulding Carl Falk Martin Laleh Pourkarim Joakim Berg                   | Falk Martin Kristian Lundin [a] [b]               | 3:36         |
| 15.                 | «Devotion»                      | Goulding Klas Åhlund Payami Stephen Wrabel                              | Åhlund Payami                                     | 3:46         |
| 16.                 | «Scream It Out»                 | Goulding Jim Eliot                                                      | Kurstin Eliot [b] Kearns [b]                      | 3:09         |
| Общая длительность: | Общая длительность:             | Общая длительность:                                                     | Общая длительность:                               | 56:31        |

| №                   | Название                                           | Автор(ы)                           | Producer(s)                | Длительность |
| ------------------- | -------------------------------------------------- | ---------------------------------- | -------------------------- | ------------ |
| 17.                 | «The Greatest»                                     | Джоэл Литтл Goulding               | Little                     | 3:31         |
| 18.                 | «I Do What I Love»                                 | Goulding Pourkarim                 | Pourkarim                  | 2:51         |
| 19.                 | «Paradise»                                         | Goulding Little                    | Kurstin Little [a]         | 3:44         |
| 20.                 | «Winner»                                           | Goulding Pourkarim                 | Pourkarim Gustaf Thörn [c] | 3:20         |
| 21.                 | «Heal»                                             | Goulding Guy Lawrence James Napier | Lawrence Jimmy Napes       | 4:52         |
| 22.                 | «Outside» (Calvin Harris featuring Ellie Goulding) | Calvin Harris Goulding             | Harris                     | 3:47         |
| Общая длительность: | Общая длительность:                                | Общая длительность:                | Общая длительность:        | 78:36        |

| №                   | Название                                                           | Автор(ы)                                                              | Producer(s)                 | Длительность |
| ------------------- | ------------------------------------------------------------------ | --------------------------------------------------------------------- | --------------------------- | ------------ |
| 23.                 | «Powerful» (Major Lazer featuring Ellie Goulding and Tarrus Riley) | Diplo Maxime Picard Clement Picard Ilsey Juber Fran Hall Tarrus Riley | Major Lazer Picard Brothers | 3:26         |
| 24.                 | «Let It Die»                                                       | Goulding                                                              | Joe Kearns                  | 3:31         |
| 25.                 | «Two Years Ago»                                                    | Goulding Eliot                                                        | Eliot                       | 5:01         |
| Общая длительность: | Общая длительность:                                                | Общая длительность:                                                   | Общая длительность:         | 90:34        |

## Чарты
| Чарты (2015)                          | Высшая позиция |
| ------------------------------------- | -------------- |
| Австралия (ARIA)                      | 3              |
| Австрия (Ö3 Austria)                  | 5              |
| Бельгия/Фландрия (Ultratop)           | 1              |
| Бельгия/Валлония (Ultratop)           | 16             |
| Канада (Canadian Albums Chart)        | 2              |
| Чехия (ČNS IFPI)                      | 9              |
| Дания (Hitlisten)                     | 12             |
| Нидерланды (Album Top 100)            | 11             |
| Финляндия (Suomen virallinen lista)   | 24             |
| Франция (SNEP)                        | 34             |
| Германия (Offizielle Top 100)         | 5              |
| Ирландия (IRMA)                       | 2              |
| Италия (Classifica album)             | 22             |
| Новая Зеландия (RMNZ)                 | 4              |
| Норвегия (VG-lista)                   | 9              |
| Польша (ZPAV)                         | 35             |
| Португалия (AFP)                      | 19             |
| Шотландия (Scottish Albums Chart)     | 5              |
| Испания (PROMUSICAE)                  | 25             |
| Швеция (Sverigetopplistan)            | 7              |
| Швейцария (Schweizer Hitparade)       | 5              |
| Великобритания (UK Albums Chart)      | 3              |
| США (Billboard 200)                   | 3              |
| США (Billboard Digital Albums)        | 3              |
| США (Billboard Top Tastemaker Albums) | 8              |